# 発熱の男
『発熱の男』（はつねつのおとこ）は、日本のロックバンド、フラワーカンパニーズの8枚目のスタジオ・アルバム。2003年4月2日、トラッシュレコーズよりリリース。

## 概要
- オリジナルアルバムとしては前作よりわずか8ヶ月ぶりのリリース。

## 収録曲
全作詞・特記以外作曲：鈴木圭介　全編曲：フラワーカンパニーズ
1. 発熱の男 (4:52)
2. 波の下 (2:53)
3. カリフォルニア (2:31)
4. NUDE CORE ROCK'N'ROLL (3:22)
作曲：グレートマエカワ
14thシングルのカップリング曲。
5. ホルスター (4:15)
作曲：フラワーカンパニーズ
6. 馬鹿の最高 (3:39)
7. 裸の大将 (3:02)
作曲：フラワーカンパニーズ
8. 真冬の盆踊り (4:20)
作曲：フラワーカンパニーズ
15thシングル曲。
9. 夕焼け (4:15)
15thシングルのカップリング曲。
10. 春を待つ (3:50)
11. 人生は喜劇だ (3:23)
12. 吐きたくなるほど愛されたい(5:11)
15thシングルのカップリング曲。
13. 星を見ている (4:27)